# Pieter Schoute
Pieter Hendrik Schoute, né le 21 janvier 1846 à Wormerveer, en Hollande, mort le 18 avril 1913 à Groningue, en Groningue, est un mathématicien néerlandais.

## Biographie
Schoute fut tout d'abord ingénieur du bâtiment. Son intérêt pour les mathématiques s'affirma en 1870 à Leyde. Il exerça à Nimègue de 1871 à 1874 comme enseignant de lycée, puis, à partir de 1881 à La Haye. Après 1881, il exerça comme professeur de mathématiques à l'université de Groningue.
Ses travaux portent sur la géométrie, et particulièrement les courbes algébriques, la géométrie projective et la théorie des polyèdres. Il travaille en collaboration avec Alicia Boole Stott sur les polytopes de grande dimension.
De 1898 à 1913, il collabora à la Nieuw Archief voor Wiskunde, ainsi qu'à la Revue semestrielle des publications mathématiques qu'il avait cofondée en 1893. En 1886 il fut élu à l'Académie royale néerlandaise des arts et des sciences.
À la demande de Hermann Schubert, il écrivit aussi quelques manuels dans la collection de cours de mathématiques Sammlung mathematischer Lehrbücher (Die linearen Räume, 1902 ; Die Polytope, 1905).